# Karol Czampe
Karol Czampe (ur. 1888 w Warszawie, zm. 25 stycznia 1972 tamże) – polski technik budownictwa, malarz, działacz społeczny.

## Życiorys
Ukończył sześcioklasową szkołę techniczną, a następnie 5 letnie studia techniczno-malarskie w Warszawskiej Szkole Rysunkowej (późniejsza Szkoła Sztuk Pięknych). 
Od 1915 pracował w magistracie, w 1918 odbył roczny kurs odbudowy wsi i miasteczek, następnie był pracownikiem Zarządu m.st. Warszawy. Ogółem w instytucjach komunalnych miasta stołecznego Warszawy przepracował 47 lat. Należał do Towarzystwa Krajoznawczego, Towarzystwa Zbytków i Towarzystwa Łowieckiego. W 1956 był założycielem i pierwszym przewodniczącym Towarzystwa Przyjaciół Starej Warszawy, od 1963 honorowy prezes Oddziału Śródmieście-Stare Miasto Towarzystwa Przyjaciół Warszawy.

## Odznaczenia
- Medal 10-lecia Służby w Magistracie,
- Złoty Krzyż Zasługi,
- Srebrny Krzyż Zasługi,
- Medal za Wolność i Demokrację,
- Złota Odznaka SFOS,
- Odznaka 1000-lecia Państwa Polskiego.